# Нейматов, Мугаддас
Неймат Мугаддас Мамед оглы (22 сентября 1948 года, Гардабани — 2 сентября 1997 года, там же) — государственный и общественно-политический деятель Грузии, журналист и публицист. Депутат Парламента Республики Грузия в 1995—1999 годах.

## Биография
Мугаддас Неймат родился 22 сентября 1948 года в городе Гардабани Грузинской ССР. В 1955—1966 годах Мугаддас Нейматов учился в Азербайджанской средней школе № 2 в Гардабани и окончил эту школу в 1966 году с золотой медалью. В 1970 году окончил Бакинский университет журналистов. В 1972 году окончил Строительный Факультет Азербайджанского Политехнического Института имени Ч.Илдырыма.

## Книги
- «Нравственное совершенствование криминального деятеля в условиях научно-технического прогресса» Тбилиси — 1995 г.
- «От Навдаллы до Милана» Баку — 1992 г. (В соавторстве с Дуньямали Керам)